# Nepytia mariaria
Nepytia mariaria är en fjärilsart som beskrevs av William Schaus 1923. Nepytia mariaria ingår i släktet Nepytia och familjen mätare. Inga underarter finns listade i Catalogue of Life.